# Sciaphila takakumensis
Sciaphila takakumensis är en enhjärtbladig växtart som beskrevs av Jisaburo Ohwi. Sciaphila takakumensis ingår i släktet Sciaphila och familjen Triuridaceae. Inga underarter finns listade.